# Felix the Cat saves Christmas
Felix the Cat saves Christmas (en español: La Navidad del Gato Félix) es la segunda película de animación de Warner Bros. Animation en vídeo y en DVD, estrenada en 2004.

## Doblaje

### En los Estados Unidos
- Wayne Allwine - El Gato Félix
- Rob Paulsen - Poindexter
- Jeff Bennett - El Profesor
- Maurice LaMarche - Rock Bottom
- Jim Cummings - Papá Noel
- Jason Marsden - el niño de nieve 1, el niño de nieve 2
- Grey DeLisle - el niño de nieve 3, el niño de nieve 4, el niño de nieve 5
- Frank Welker - El Monstruo del las Nieves